# Dominique Mwankumi
Dominique Mwankumi, född 8 juni 1965 i Bier, en liten by i Kwilu i södra Demokratiska republiken Kongo, är en kongolesisk barnboksförfattare och illustratör.
Mwankumi var tidigt en ivrig och duktig tecknare och utbildade sig först på L’Académie des beaux-arts de Kinshasa och tog senare examen i grafisk design och bild i Bryssel. En kontakt med ett förlag i Paris gav honom möjlighet att ge ut sin första bilderbok, La Pêche à la marmite, (1998), och sedan dess har han fortsatt göra bilder till egna och andras böcker och har uppdrag som illustratör och affischmakare i många länder. I dag är han bosatt i London.
Dominique Mwankumi är grundare av och president i Illus Africa, ett nätverk för konstnärer, författare och serietecknare främst i Västafrika som haft stor betydelse för utbildning av unga illustratörer och utvecklingen av den afrikanska barnboken. Ett tiotal barnböcker har han hunnit med, både egna och som illustratör till andras texter. Bland de egna kan nämnas Mon premier voyage (2001), Les fruit du soleil (2002) och La peur de l’eau (2006).